# Plan de numérotation en Nouvelle-Calédonie
Le plan de numérotation téléphonique en Nouvelle-Calédonie détermine la structure des numéros de téléphone dans la collectivité. Il est fondé sur une numérotation fermée à 6 chiffres qui concerne toutes les lignes téléphoniques (téléphone analogique traditionnel POTS, mobile, voix sur IP).

## Principe général
Le numéros significatifs dans la collectivité sont composés de six chiffres.
Ils sont présentés sous le format suivant : +687 XX XX XX

## Numérotation en Nouvelle-Calédonie
| LISTE ET UTILISATION DES PREMIERS CHIFFRES                                                           | LISTE ET UTILISATION DES PREMIERS CHIFFRES | LISTE ET UTILISATION DES PREMIERS CHIFFRES | LISTE ET UTILISATION DES PREMIERS CHIFFRES  |
| Chiffres initiaux                                                                                    | Min                                        | Max                                        | Remarques                                   |
| --- | ------------------------------------------ | ------------------------------------------ | ------------------------------------------- |
| 0 |                                            |                                            | Non utilisé                                 |
| 15, 16, 17, 18                                                                                       | 2                                          | 2                                          | Services d'urgence - usage local uniquement |
| 1000, 1006, 1010, 1012, 1013, 1014, 1016, 1020, 1030, 1031, 1032, 1035, 1042, 1050, 1055, 1058, 1077 | 4                                          | 4                                          | Services OPT – usage local uniquement       |
| 20, 23, 24, 25, 26, 27, 28, 29                                                                       | 6                                          | 6                                          | Réseau fixe RTPC                            |
| 30, 31, 32, 33, 34, 35                                                                               | 6                                          | 6                                          | Réseau fixe RTPC                            |
| 36                                                                                                   | 6                                          | 6                                          | Audiotel - Internet - Services vocaux       |
| 41, 42, 43, 44, 45, 46, 47                                                                           | 6                                          | 6                                          | Réseau fixe RTPC                            |
| 50, 51, 52, 53, 54, 55, 56, 57, 58, 59                                                               | 6                                          | 6                                          | Réseau mobile terrestre public              |
| 66                                                                                                   | 6                                          | 6                                          | VHF marine                                  |
| 70, 71, 72, 73, 74, 75, 76, 77, 78, 79                                                               | 6                                          | 6                                          | Réseau mobile terrestre public              |
| 80, 81, 82, 83, 84, 85, 86, 87                                                                       | 6                                          | 6                                          | Réseau mobile terrestre public              |
| 88                                                                                                   | 6                                          | 6                                          | Cabines téléphoniques publiques             |
| 89, 90, 91, 92, 93, 94, 95, 96, 97, 98, 99                                                           | 6                                          | 6                                          | Réseau mobile terrestre public              |
| C11                                                                                                  | 1                                          | 1                                          | Opérateur                                   |
| C12                                                                                                  | 1                                          | 1                                          | Opérateur                                   |